# 拉基特诺耶 (别尔哥罗德州)
拉基特诺耶（羅馬化：Rakitnoye），是俄罗斯别尔哥罗德州的市级镇、拉基特诺耶区行政中心，位于第聂伯河流域内，在州首府别尔哥罗德西北方。
2021年有人口10,405人；2010年人口10,286；2002年人口10,462；1989年人口11,211。